# Öffentliche Universität Komatsu

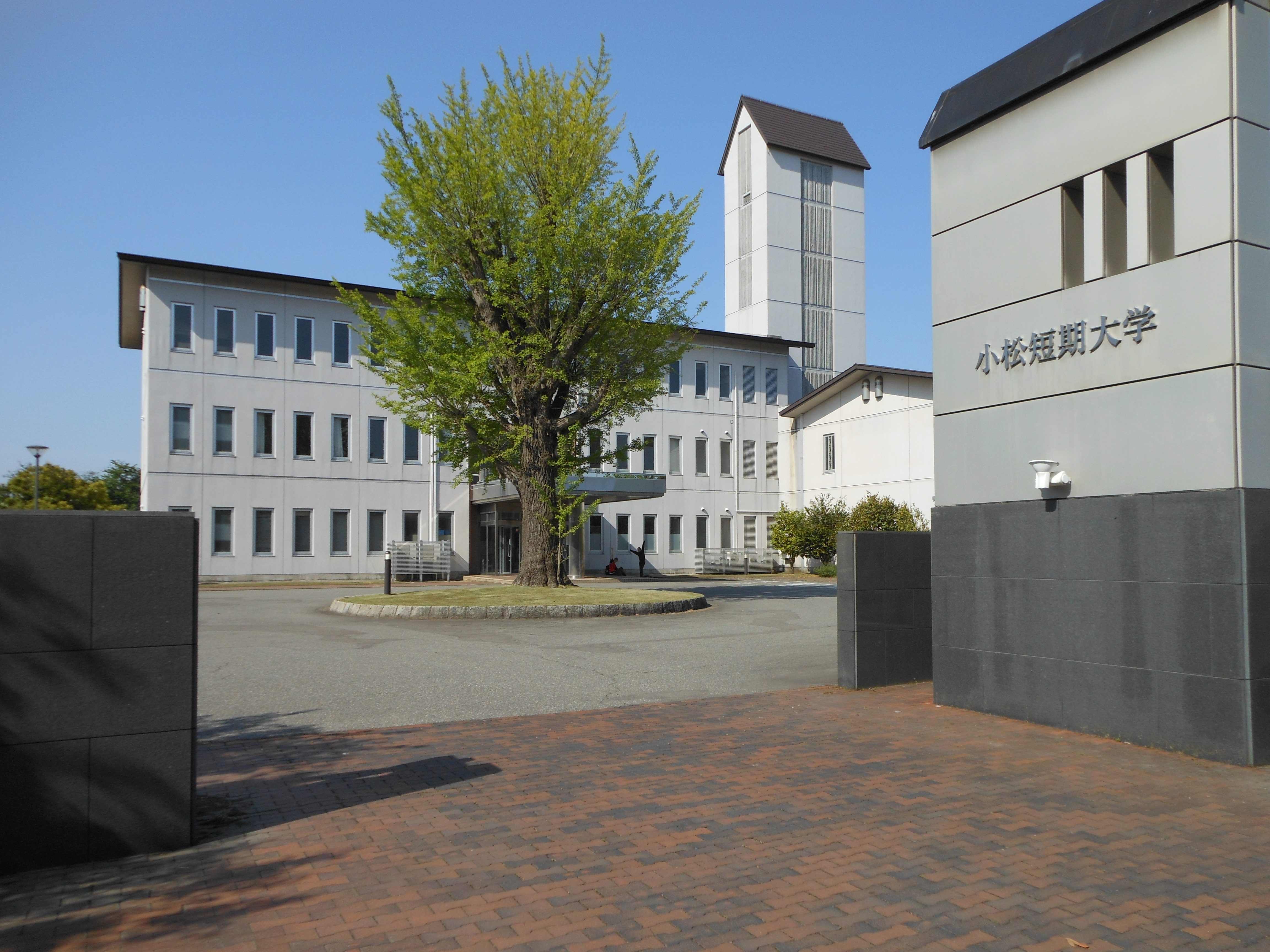
Awazu-Campus (2013)

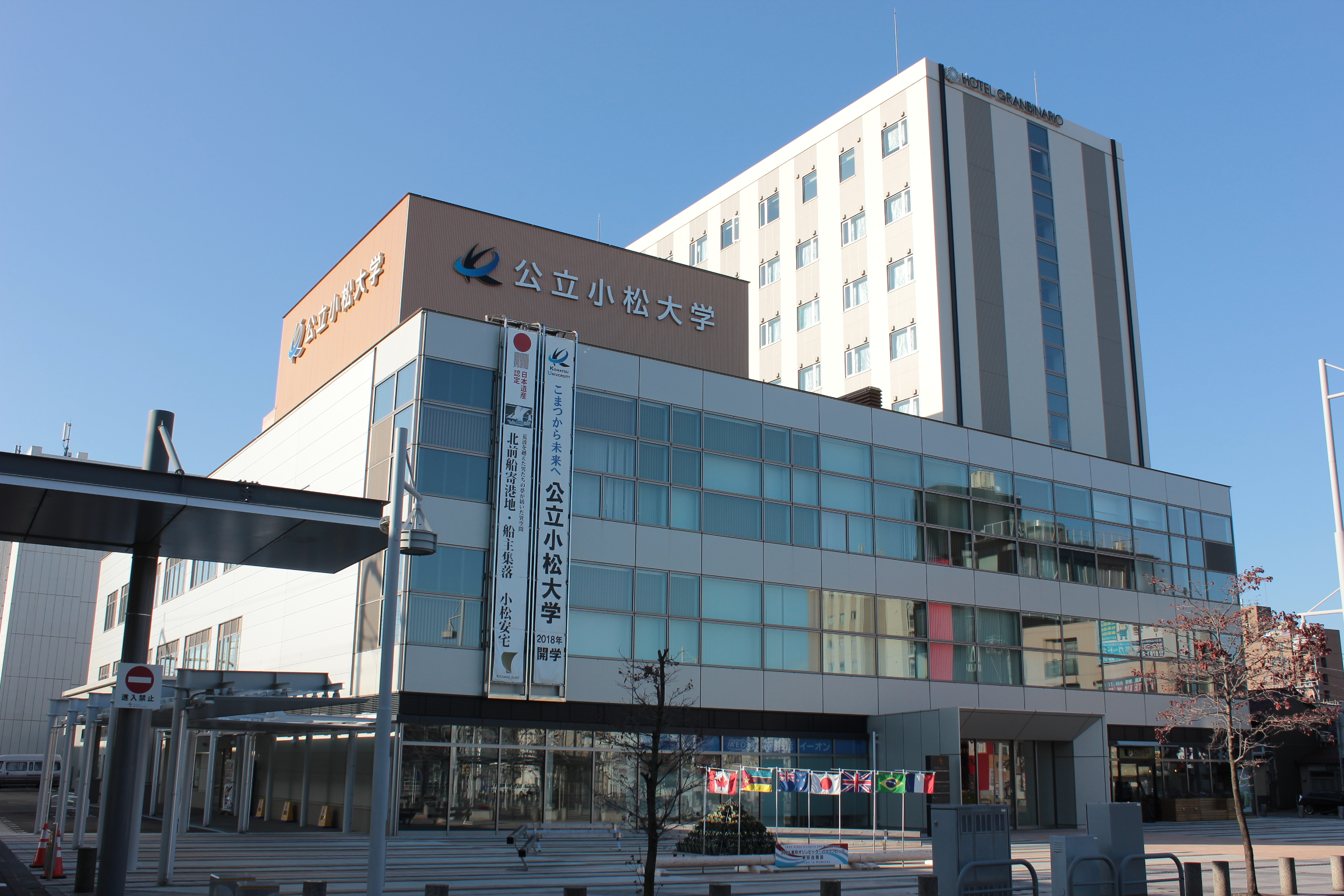
Chūō-Campus (2018)

Die Öffentliche Universität Komatsu (japanisch 公立小松大学 Kōritsu Komatsu daigaku; engl. Komatsu University) ist eine städtische Universität in Komatsu in der Präfektur Ishikawa (Japan).
Gegründet wurde die Universität 2018 durch den Zusammenschluss der Kurzuniversität Komatsu (小松短期大学, Komatsu tanki daigaku, gegründet 1988) und der Krankenpflegeschule Komatsu (こまつ看護学校 Komatsu kango gakkō, gegründet 1995). Sie übernahm zwei Campus von ihren Vorgängern: den Hauptcampus (Awazu) von der Kurzuniversität und den Suehiro-Campus von der Krankenpflegeschule. Der Chūō(Stadtzentrum)-Campus wurde neben dem Bahnhof Komatsu neu eröffnet. 2022 richtete sie die Graduiertenschule (Masterstudiengänge) ein.

## Fakultäten
- Awazu-Campus (36° 21′ 17,4″ N, 136° 25′ 1,8″ OKoordinaten: 36° 21′ 17,4″ N, 136° 25′ 1,8″ O):
  - Fakultät für Wissenschaften vom Produktionssystem (生産システム科学部, engl. Faculty of Production Systems Engineering and Sciences)
- Suehiro-Campus (36° 23′ 57,7″ N, 136° 26′ 15″ O):
  - Fakultät für Gesundheitswissenschaften
    - Abteilung für Pflegewissenschaft
    - Abteilung für Clinical Engineering (Krankenhaustechnik)
- Chūō(Stadtzentrum)-Campus (36° 24′ 1,8″ N, 136° 27′ 8,1″ O):
  - Fakultät für Interkulturelle Kommunikation